# 영광의 탈출
《영광의 탈출》(Exodus)은 미국에서 제작된 오토 프레밍거 감독의 1960년 드라마, 전쟁, 액션 영화이다. 폴 뉴먼 등이 주연으로 출연하였고 오토 프레밍거 등이 제작에 참여하였다.

## 줄거리
2차 세계대전 후, 미국인 간호사 키티는 키프로스에서 유대인 난민 수용소를 방문하게 된다. 이곳에서 그녀는 팔레스타인으로 가려는 유대인들을 만나고, 그들의 열망에 점차 공감하게 된다. 한편, 유대인 레지스탕스 지도자 아리 벤 카나안은 난민들을 태운 배 '엑소더스'호를 이끌고 팔레스타인으로 향하려 하지만 영국군의 봉쇄에 막힌다. 난민들은 단식 투쟁을 벌이고, 아리는 배를 폭파하겠다고 협박하여 결국 영국군의 양보를 얻어낸다.
키티는 수용소에서 만난 유대인 소녀 카렌에게 특별한 애정을 느끼고 미국으로 데려가려 하지만, 카렌은 홀로코스트에서 가족을 잃고 팔레스타인으로 가 아버지와 함께 살고 싶어한다. 카렌은 시오니즘 운동에 참여하며 아리의 친구인 도브와 사랑에 빠진다. 도브는 극단적인 시오니즘 단체 이르군에 가담하고, 아리의 삼촌이자 이르군의 지도자인 아키바는 폭탄 전문가인 도브를 받아들인다.
팔레스타인 분할에 대한 반대가 심화되는 가운데, 아리의 아버지인 바락은 정치적, 외교적 수단을 통해 유대 국가를 세우려는 주류 유대인 단체를 이끈다. 아키바의 과격한 활동은 이러한 노력을 위태롭게 하고, 아키바는 영국군에 쫓기는 신세가 된다. 키티와 아리는 사랑에 빠지지만, 아리의 과거 연인 다프나의 죽음으로 인해 키티는 거리를 두려 한다.
아리는 카렌의 아버지를 찾아주지만, 그는 정신병원에 입원해 있으며 과거의 트라우마로 인해 딸을 알아보지 못한다. 아키바는 영국군에 체포되어 사형을 선고받고, 아리는 감옥에 갇힌 이르군과 하가나 요원들을 탈출시키기 위해 계획을 세운다. 도브는 자신의 폭탄 제조 기술을 이용해 탈옥을 돕는다. 탈옥 과정에서 아키바는 치명상을 입고 죽고, 아리는 부상을 입은 채 키부츠로 돌아온다.
키티는 아리의 목숨을 구해주고, 둘은 다시 사랑을 확인한다. 한편, 유엔은 팔레스타인 분할을 결정하고 아랍인들은 유대인 마을을 공격할 계획을 세운다. 아리의 아랍인 친구 타하는 아리에게 이 사실을 알리지만, 자신도 아랍 진영에 합류해야 한다고 말한다. 유대인들은 공격에 대비하고, 카렌은 도브에게 사랑을 고백한 뒤 아랍인에게 살해당한다. 다음 날, 타하 역시 살해된 채 발견된다.
카렌과 타하는 함께 묻히고, 아리는 언젠가 유대인과 아랍인이 평화롭게 땅을 공유할 것이라고 말한다. 슬픔에 빠진 도브는 키티와 아리와 함께 전투를 향해 떠난다.

## 출연

### 주연
- 폴 뉴먼
- 에바 마리 세인트

### 조연
- 랠프 리처드슨
- 피터 로포드
- 리J.콥
- 살 미네오
- 존 데릭
- 휴 그리피스

## 기타
- 원작자: 레온 유리스
- 의상: 루디 겐레이치
- 의상: 조 킹